# ظهرة الازرب (حزم العدين)

تعديل مصدري - تعديل

ظهرة الازرب محلة تابعة لقرية الرسمة، التابعة لعزلة المعيظة بمديرية حزم العدين إحدى مديريات محافظة إب في الجمهورية اليمنية، بلغ تعداد سكانها 46 حسب تعداد اليمن لعام 2004.